# PC Bruno
PC Bruno była polsko – francusko – hiszpańską stacją wywiadowczą niedaleko Paryża podczas II wojny światowej, od października 1939 do czerwca 1940. Jej zadaniem było deszyfrowanie wiadomości, w szczególności wiadomości niemieckich zaszyfrowanych na maszynie Enigma.
Stacja PC Bruno ściśle współpracowała z brytyjskim centrum kryptologicznym w Bletchley Park.

## Historia
Na początku lat trzydziestych francuski wywiad wojskowy zdobył instrukcje obsługi i przykładowe wiadomości z niemieckiej maszyny szyfrującej Enigma. Oficer francuskiego wywiadu, kapitan Gustave Bertrand, dostarczył te materiały polskiemu Biuru Szyfrów, które wykorzystało je do udanej próby złamania Enigmy.
W lipcu 1939 Biuro Szyfrów przekazało wywiadowi francuskiemu i brytyjskiemu wszystkie swoje wyniki.
Kiedy Polska została okupowana przez Niemcy i Związek Radziecki, kluczowy personel Biura Szyfrów został ewakuowany do Rumunii, skąd ostatecznie przedostał się do Francji. 20 października 1939 r. Polscy kryptolodzy wznowili pracę nad łamaniem szyfrów we francuskiej bazie PC Bruno. 
PC Bruno znajdowała się w Château de Vignolles w Gretz-Armainvilliers, około 40 kilometrów na południowy wschód od Paryża. Na jej czele stał major Gustave Bertrand. W jej skład wchodziło 15 Polaków, 50 Francuzów i 7 antyfaszystowskich Hiszpanów, którzy pracowali nad szyframi hiszpańskimi i włoskimi. Grupą polską dowodził ppłk. Gwido Langer, a wśród personelu znaleźli się m.in. matematycy, którzy od grudnia 1932 roku przez prawie siedem lat łamali Enigmę: Marian Rejewski, Jerzy Różycki i Henryk Zygalski. Hiszpańską drużyną ( Equipo D – Drużyna D) dowodził Faustino AV Camazón, który wiedział o użyciu Enigmy przez siły niemieckie podczas hiszpańskiej wojny domowej.
Bletchley Park i PC Bruno ściśle współpracowały przy łamaniu niemieckich szyfrogramów. W trosce o bezpieczeństwo sami korespondowali przy użyciu rzekomo „niezniszczalnego” szyfru Enigmy. Na początku 1940 roku oba centra odczytały kilka starych wiadomości Enigmy, a w marcu złamały niektóre niemieckie klucze codzienne i przeczytały niektóre wiadomości „w czasie rzeczywistym” (tj. tak szybko, jak ich zamierzeni niemieccy odbiorcy). W ciągu następnych kilku miesięcy oba ośrodki odszyfrowały kilka tysięcy wiadomości Enigmy, około połowę w każdym z nich. Niektóre depesze informowały o niemieckiej inwazji na Danię i Norwegię oraz o niemieckich inwazjach na Belgię, Holandię i Francję. Ostrzeżenia te nie zostały jednak skutecznie wykorzystane przez aliantów.
W czerwcu 1940 r. nadchodzące siły niemieckie zbliżały się do stacji PC Bruno. Tuż po północy 10 czerwca Bertrand ewakuował personel stacji z Gretz-Armainvillers. Francja poddała się 22 czerwca, a już 23 czerwca 15 Polaków i 7 Hiszpanów poleciało trzema samolotami do Algierii.
We wrześniu 1940 roku Bertrand potajemnie odesłał ich z powrotem do Francji. Założył nowe centrum deszyfrowania w Uzès na wybrzeżu Morza Śródziemnego, w niezajętej przez Niemców „wolnej strefie” Francji. Centrum to, o kryptonimie Cadix, wznowiło łamanie szyfrów. Cadix działał aż do listopada 1942, kiedy Niemcy zaczęli okupować południową Francję.